# Municipio de Bailey (Carolina del Norte)
El municipio de Bailey (en inglés: Bailey Township) es un municipio ubicado en el  condado de Nash en el estado estadounidense de Carolina del Norte. En el año 2010 tenía una población de 4.397 habitantes.

## Geografía
El municipio de Bailey se encuentra ubicado en las coordenadas 35°48′7.56″N 78°6′46.97″O / 35.8021000, -78.1130472.